# Pórtico de Filipo
O Pórtico de Filipo (em latim: Porticus Philippi) foi um quadripórtico da Roma Antiga localizado no Campo de Marte, em Roma. Estava a nordeste do Circo Flamínio, entre o Pórtico de Otávia e o Rio Petrônia, e cercou o Templo de Hércules e as Musas. Foi construído, segundo Ovídio e Suetônio, por Lúcio Márcio Filipo, o meio-irmão do imperador Augusto (r. 27 a.C.–14 d.C.), após seu triunfo em 34 ou 33 a.C. na Hispânia como governador; para Samuel Ball Platner, contudo, com base em Marcial, o construtor teria sido o pai deste, também chamado Lúcio Márcio Filipo.
Segundo Plínio, o Velho, pórtico abrigava pinturas famosas. Ele aparece nos Catálogos Regionais e no Plano de Mármore. Sua fachada sul era uma continuação direta do muro sul do Pórtico de Otávia. O perímetro externo do Pórtico de Filipo é representado com duas fileiras de pontos, variadamente interpretados: para Ferdinando Castagnoli somente uma das fileiras seria de colunas, enquanto a segunda de árvores; para Lawrence Richardson Jr., contudo, é indicativo de que o pórtico possuía duas colunatas. Fragmentos dos muros de tufo capelácio do pórtico foram identificados no século XX e estudos topográficos indicam que estaria ca. 3 metros mais alto do que a área circundante, provavelmente para evitar danos causados por inundações.
Aparentemente foi totalmente circundado pela colunata e careceu duma entrada monumental. Seu interior possuía um pódio com 12 nichos, provavelmente para fixação dos fastos, e estava virado para sul. Havia uma êxedra sobre sua face norte, que provavelmente serviu como auditório onde o Colégio dos Poetas (em latim: Collegium Poetarum) se reuniu. Instalações públicas, provavelmente latrinas, pertencentes ao Teatro de Balbo podem ter sido colocadas ao norte do pórtico. Segundo Ovídio havia algumas barbearias no local.

## Localização
| Planimetria do Campo de Marte meridional |
| --- |
| Tibre Navália Circo Flamínio Teatro de Marcelo T. de DianaC T. da Piedade T. de Jano T. de Juno T. de Spes Templo de Belona Templo de Apolo Sosiano Templo de Júpiter Estator Templo de Juno Regina Pórtico de Otávia Portico de Filipo T. de Hércules Portico de Otávio Teatro de Balbo Cripta de Balbo Portico de Minúcio T. das Ninfas Diribitório T. de Juturna T. da Fortuna T. de Ferônia T. dos Lares Permarinos Cúria de Pompeu Portico de Pompeu Teatro de Pompeu Templo da Vênus Victrix Templo de Marte Santuário de Hércules Grande Vigia Templo de Castor e Pólux Ponte Fabrício Ilha Tiberina Pórtico dos Máximos T. de Netuno Pórtico dos Deuses Vila Pública Hecatostilo T. da Fortuna Equestre Anfiteatro de Estacílio Tauro (?) |